# Rodensteiner

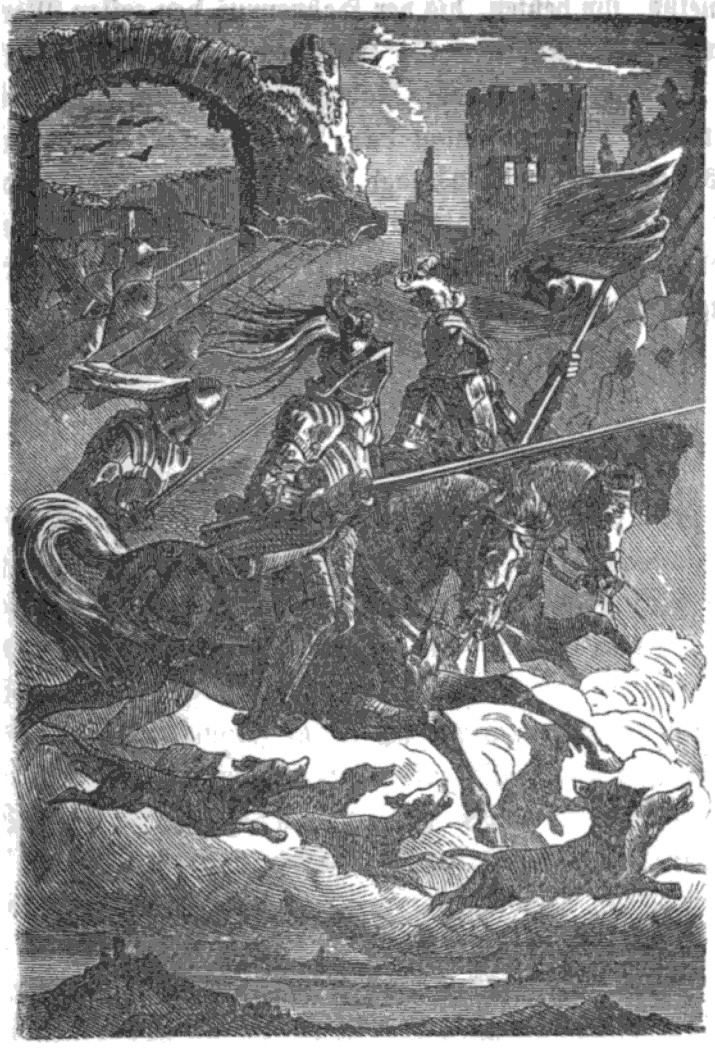
Darstellung aus dem 19. Jahrhundert

Der Rodensteiner (auch Schnellertsgeist) ist eine deutsche Sage, deren Handlungsort der mittlere Odenwald ist.

## Inhalt
Der sogenannte Schnellertsherr soll bei bevorstehenden Kriegen ein Geisterheer anführen, das angeblich lärmend von der Ruine Schnellerts durch einen bestimmten Bauernhof, dann entlang der Gersprenz und durch Fränkisch-Crumbach zur Ruine Rodenstein mit Getöse durch die Lüfte zieht, um beim Ende des Krieges still und ruhig von dort wieder zum Schnellerts zurückzukehren. Man kann diese Sage seit der ersten Hälfte des 18. Jahrhunderts nachweisen. Sie ist verwandt mit den Gespenstererzählungen von der Wilden Jagd und kam vielleicht durch ein unerklärliches akustisches Phänomen zustande. Viele Bauern aus der Umgebung der Ruine Rodenstein beteuerten, Zeuge des Geisterzuges geworden zu sein. Sie behaupteten, dass sie Trompeten, das Knarren der Wagen und sogar einzelne Worte gehört hätten. Der Schnellertsherr soll sein Pferd von einem Schmied in Fränkisch-Crumbach beschlagen haben lassen.

## Historischer Kern
Als im zweiten Viertel des 18. Jahrhunderts immer mehr Leute behaupteten, das Geisterheer beobachtet zu haben und dies als Warnung vor Kriegen und anderen Katastrophen interpretierten, ließ der Graf von Erbach die Aussagen dieser angeblichen Zeugen in den Akten publizieren (1742–1748). Dies steigerte rasch den Bekanntheitsgrad der Sage in ganz Deutschland.
Den Schnellertsgeist identifizierte man erst Ende des 18. Jahrhunderts mit einem Mitglied des 1671 im Mannesstamm erloschenen Geschlechts von Rodenstein, zumeist mit Hans III. zu Rodenstein wegen dessen bewegter Lebensgeschichte. Dieser Ritter soll zu Lebzeiten kriegslüstern gewesen und daher trotz der Bitten seiner schwangeren Gattin in den Kampf gezogen sein. Seine Ehefrau sei nach der Geburt eines toten Buben gestorben, habe aber ihren Gatten noch dazu verflucht, immer bei einem drohenden Kriegsausbruch aus seinem Grab steigen und die Menschen warnen zu müssen.
Über die Geschichte der Burg Schnellerts bei Ober-Kainsbach ist tatsächlich wenig bekannt. Sie hat vermutlich nur sehr kurze Zeit bestanden.

## Rezeption
Zum ersten Mal wurde diese Sage in der Ballade Der Kriegs- und Friedensherold des deutschen Dichters August Friedrich Ernst Langbein (1807) literarisch verarbeitet. Es folgten insbesondere bis zur Mitte des 19. Jahrhunderts viele weitere Gestaltungen des Stoffes in Literatur und Musik. Seit den 1840er Jahren wandelte sich die Figur des Rodensteiners unter Einfluss der nationaler werdenden Gesinnung von einem wilden Ritter zu einem Krieger, der loyal für den Kaiser kämpft. Das letzte Mal wurde der Schnellertsherr angeblich 1914 gehört. In seinem Buch Rodenstein (1927, erweitert 1951) verarbeitete der deutschbaltische Schriftsteller Werner Bergengruen die verschiedenen Sagenmotive zu einem Novellenzyklus über die Themen Leben und Tod, Zeit und Ewigkeit.
Der deutsche Autor Joseph Victor von Scheffel entromantisierte den Sagenstoff in seinem ab 1855 entstandenen und 1863 in die Gedichtsammlung Gaudeamus aufgenommenen Gedichtzyklus Die Lieder vom Rodenstein. Der Rodensteiner wurde bei ihm zu einem Säufer, der nur darauf aus ist, gewaltige Mengen Wein zu vertilgen, und das letzte Dorf, das er nicht mehr vertrinken kann, den durstigen Studenten vermacht. Scheffels Gedichte fanden als Studentenlieder weite Verbreitung und wurden in das Allgemeine Deutsche Kommersbuch übernommen.